# Чигиринські походи
Чигиринські походи (1674–1678) — воєнні дії за участю Османської імперії, Московії, та українського козацтва правобережного і лівобережного Гетьманатів. Одним з головних завдань цих походів було оволодіння стратегічно важливим на той час містом Чигирином.

## Хронологія
Перший похід було здійснено 1674-го року — війська Григорія Ромодановського та гетьмана Івана Самойловича рушили на Чигирин проте захопити місто не змогли, натомість здобувши Черкаси та Канів.
У 1677 році Порта мала на меті опанувати стратегічно важливе місто Чигирин на Правобережжі й поставити там Юрія Хмельницького васалом Порти з титулом гетьмана Війська Запорізького й князя Сарматії (України).
Перший наступ почався влітку 1677 року, коли потужне османське військо (близько 100 — 120 тисяч вояків під проводом Ібрагіма Паші) взяло в облогу Чигирин, що його боронили гетьман Іван Самойлович з 20 — 25 тисяч козаків і московський воєвода Григорій Ромодановський з 32 тисячами московського війська.
Завдяки завзятій обороні московитів і козаків та сильним укріпленням міста османи змушені були відступити. Улітку 1678 року османи ще раз намагалися захопити Чигирин. Цього разу вони наступали з військом близько 200 тисяч вояків під проводом великого візира Кара-Мустафи. Московсько-козацьке налічувало близько 12 тисяч осіб. Після місяця завзятої боротьби османи захопили Чигирин, з якого залишилися самі руїни, але виснажені боротьбою і частими наскоками запорожців під проводом Івана Сірка вони також залишили зруйнований Чигирин, уклавши з Московією Бахчисарайський мир 1681 року.
У 1678–1679 роках для того, щоб ускладнити положення османів та військ Юрія Хмельницького на Правобережжі, гетьман І.Самойлович за наказом московської влади проводить насильне переселення мешканців правобережних містечок на Лівобережжя (так званий Великий згін).
Після військових невдач і примирення між Москвою та Османською імперією Ю. Хмельницького було позбавлено гетьманства. Замість нього в 1681 році османський уряд призначив гетьманом України молдавського володаря Георге Дуку управляти Правобережною Україною. Присвоївши собі титул «господаря земель молдавських і земель українських» і поставивши «наказним гетьманом» Яна Драгинича, Дука поставив собі за мету заселити спустошене війною Правобережжя (що залишилось під владою Османської імперії) на засадах козацького устрою. Проте похід ще одного гетьмана Правобережної України (під владою Речі Посполитої) Стефана Куницького на Правобережжя і Молдову та інші зовнішні, несприятливі для Османської імперії обставини, не дали реалізуватися цим планам.